# Tłokinia Mała
Tłokinia Mała – wieś w Polsce położona w województwie wielkopolskim, w powiecie kaliskim, w gminie Opatówek.
W latach 1975–1998 miejscowość administracyjnie należała do województwa kaliskiego.
Zobacz też: Tłokinia Kościelna, Tłokinia Wielka, Tłokinia Nowa